# Opstijgende steentijm
De opstijgende steentijm (Clinopodium ascendens (syn.: Calamintha ascendens, Clinopodium menthifolium subsp. ascendens, Clinopodium nepeta subsp. ascendens ) is een overblijvende plant uit de lipbloemenfamilie (Lamiaceae). De soort komt voor in West- en Zuid-Europa en is inheems in Wallonië. Het gekneusde blad heeft een muntgeur. Het aantal chromosomen is 2n = 48 
De plant wordt 20-50 cm hoog en vormt wortelstokken met lange uitlopers. De rechtopstaande stengels zijn bezet met lange haren. Het 4 cm lange en 3 cm brede blad met aangedrukte haren heeft een lange bladsteel.
De opstijgende steentijm bloeit vanaf juli tot in september met roze of blauwe, 1-2cm lange, behaarde bloemen. De onderlip heeft drie lobben, waarvan de onderste, uitgerande  lob 2–3 mm lang is. De behaarde kelk heeft twee relatief lange tanden naar binnen buigend onder de onderlip en drie veel kortere naar achteren buigende tanden boven de bovenlip.
De bloeiwijze is een schijnkrans.
De vrucht is een vierdelige splitvrucht met nootjes.

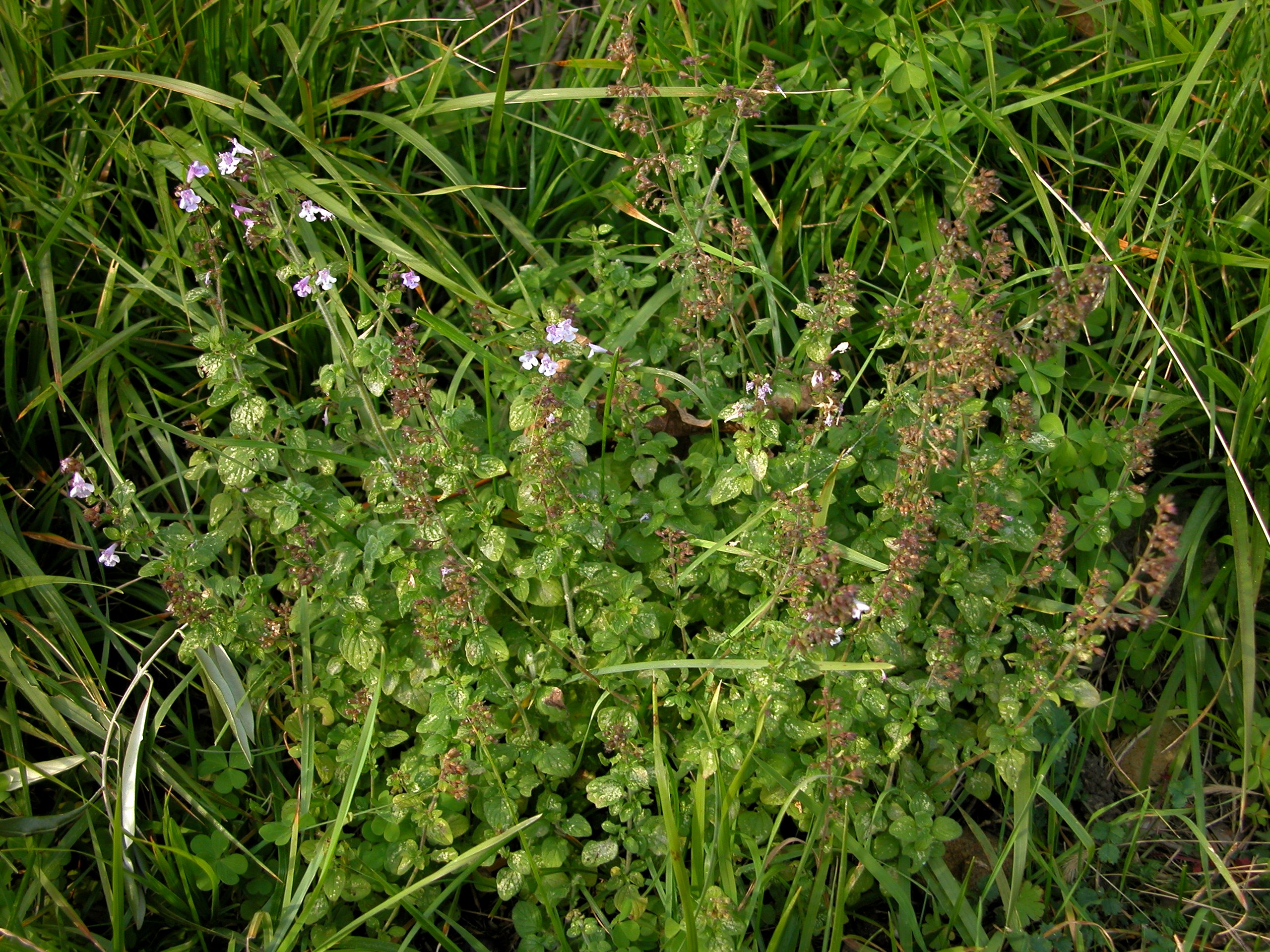
Plant
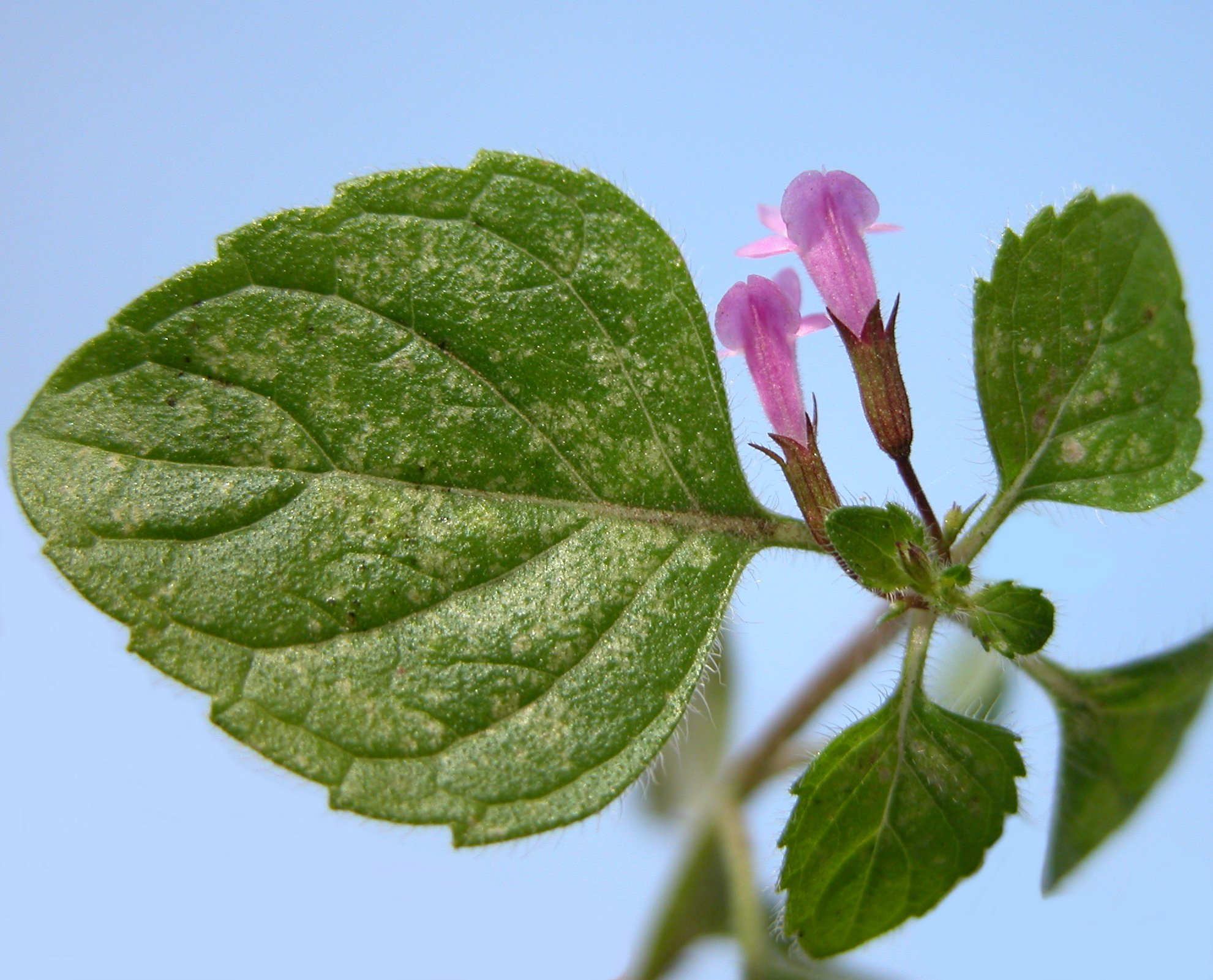
Blad
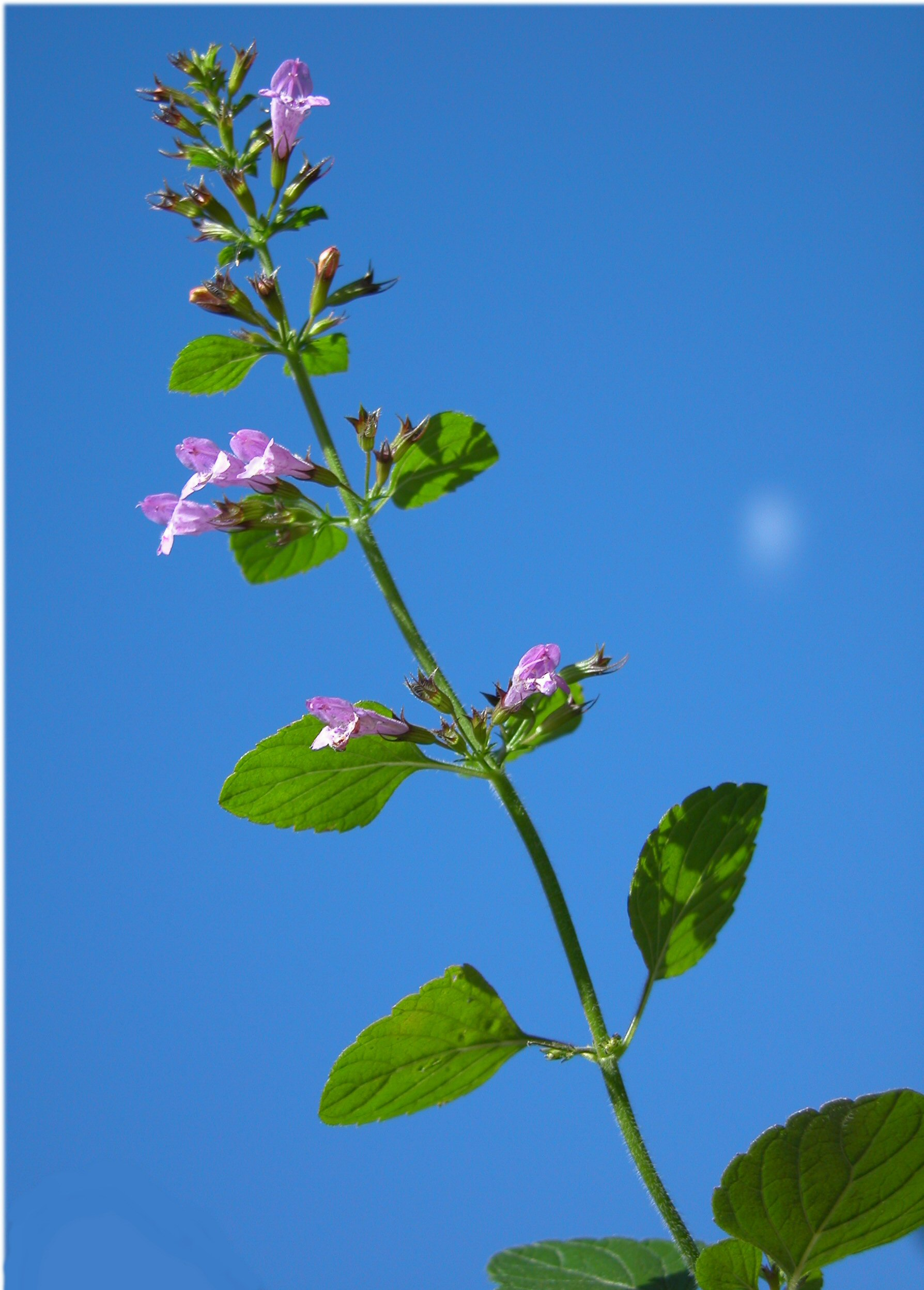
Stengel
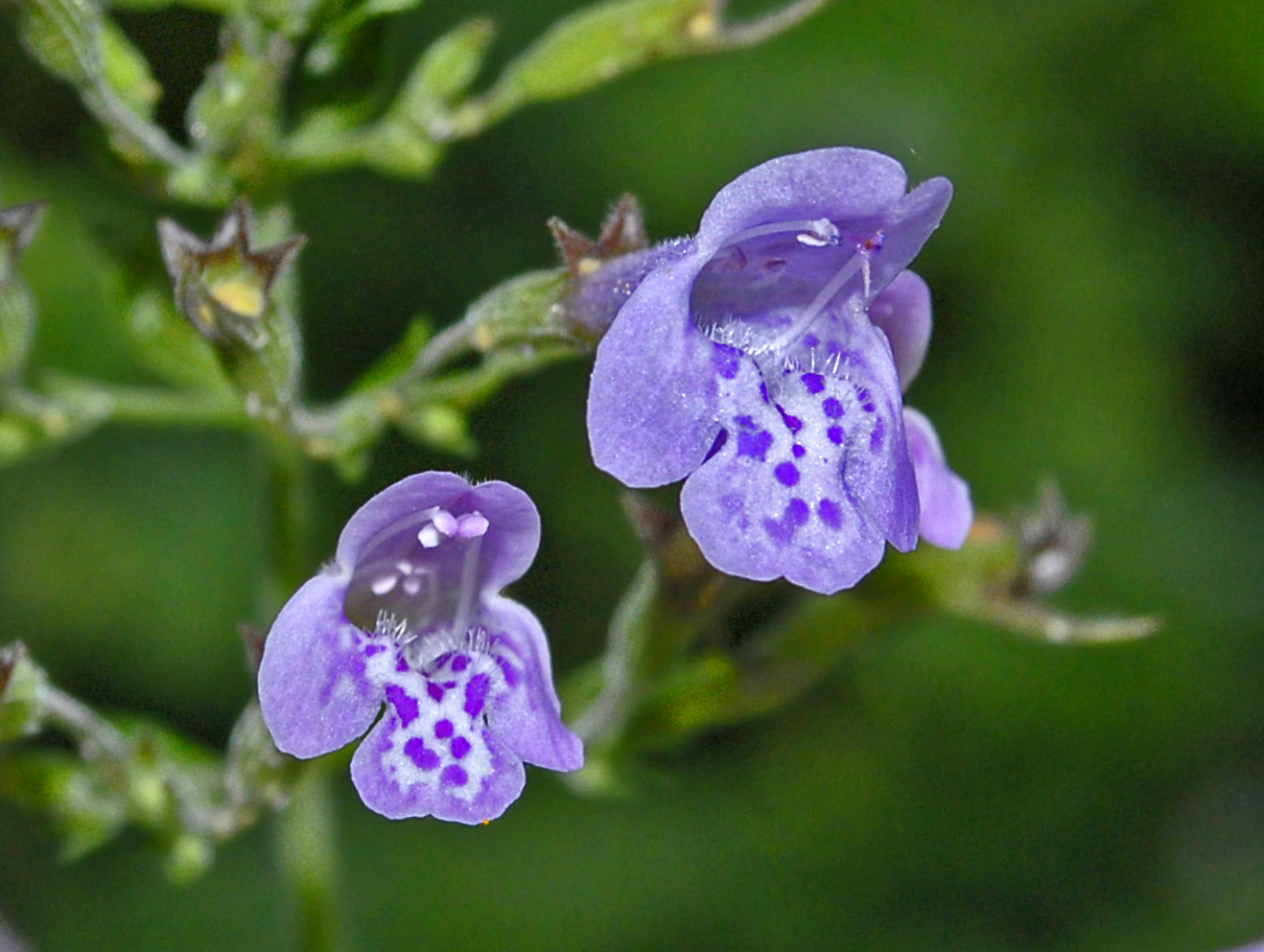
Bloemen
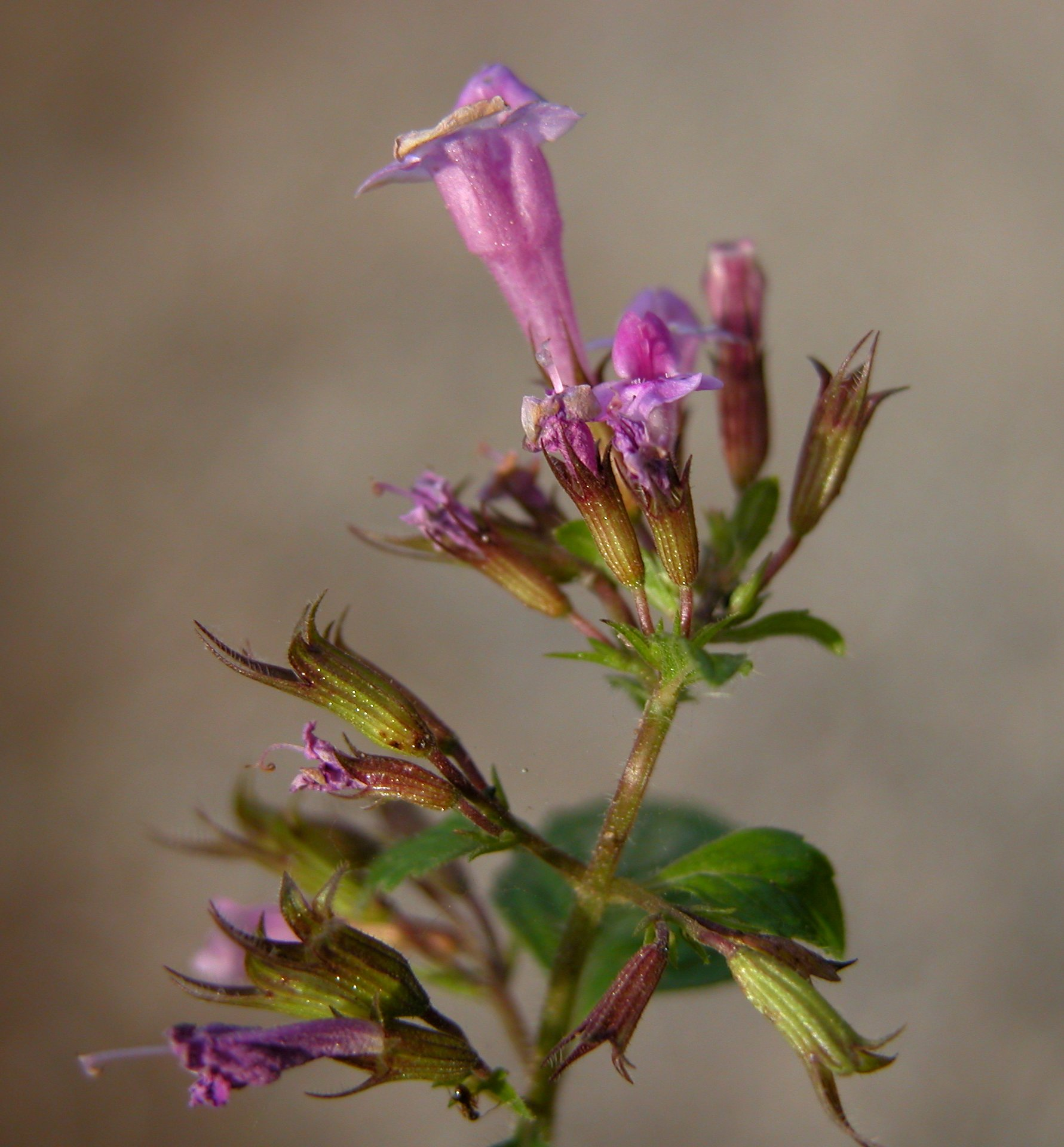
Kelken
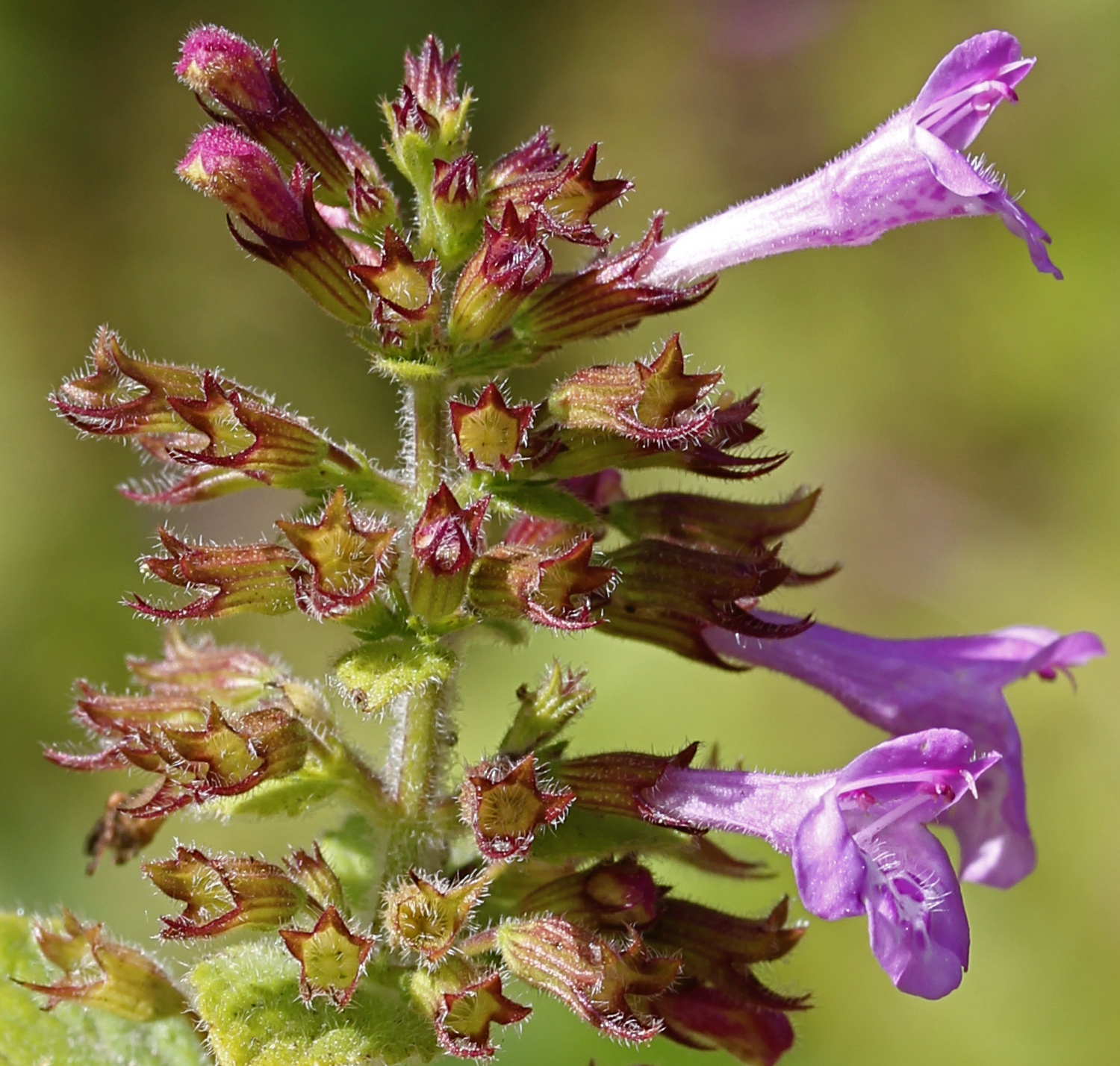
Beharing

De opstijgende steentijm komt voor op droge, voedselarme en kalkrijke grond op grashellingen, bermen, grasland, hagen, puinhopen en oude muren.